# Lactoris fernandeziana
Lactoris fernandeziana ist eine Pflanzenart, die endemisch auf der vor Chile gelegenen Insel Robinson Crusoe vorkommt. Sie ist die einzige Art der Gattung Lactoris und wird heute entweder in eine eigene Familie Lactoridaceae oder in die Familie der Osterluzeigewächse (Aristolochiaceae) eingeordnet. Fossile Pollenfunde, die dem Pollen der Art stark ähneln, sind von nahezu allen Kontinenten bekannt. Dies lässt vermuten, dass das Verbreitungsgebiet der Familie einst deutlich größer war, sie dann aber überall außer auf Robinson Crusoe ausgestorben ist. Der Bestand der Art auf dieser Insel wird auf nur etwa 1000 Exemplare geschätzt.

## Beschreibung

### Vegetative Merkmale

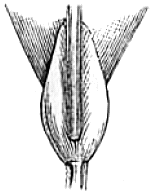
Detailzeichnung der verwachsenen Nebenblätter

Lactoris fernandeziana ist ein Strauch, der Wuchshöhen von über 1,50 m erreicht. Die kleinen und einfachen Laubblätter stehen wechselständig. Die Blattspreiten sind umgekehrt eiförmig, ganzrandig und buchtig und wirken gepunktet durchscheinend. Die Nebenblätter sind miteinander und mit der achszugewandten (adaxialen) Seite der Blattstiele verwachsen, so dass um den Zweig herum eine Art Scheide gebildet wird.
Die Zweige verzweigen sich monopodial, sind leicht zickzack-artig und besitzen verdickte Knoten. Diese Verdickung entsteht durch eine stärkere Ausprägung von Mark- und Rindengewebe im Vergleich zu den Internodien.

### Blütenstände und Blüten

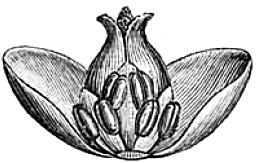
Zeichnung der Blüte, ein Kelchblatt entfernt.

Die kleinen, dreizähligen Blüten stehen einzeln in den Achseln oder an zwei- bis vierblütigen, traubenähnlichen Kurztrieben, die keine Blütenstände im eigentlichen Sinne darstellen. Die Blüten können zweigeschlechtlich oder rein weiblich sein, wobei im letzteren Fall die Staubblätter nur als Staminodien ausgeprägt sind. Die weiblichen Blüten sind im Schnitt 2,7 mm lang, die zweigeschlechtlichen Blüten im Schnitt 3,5 mm. Viele Autoren geben auch an, dass rein männliche Blüten mit verkümmerten Stempeln gebildet werden, dies konnte jedoch bei Untersuchungen am Standort der Pflanzen nicht bestätigt werden. Beide Formen der Blüten treten gemeinsam an einer Pflanze auf, so dass die Art als gynomonözisch gilt. An der Basis der Blütenstiele steht ein achszugewandtes Tragblatt. Die drei Kelchblätter überlappen sich dachziegelartig und sind im Schnitt etwa 2,4 mm lang. Kronblätter werden nicht gebildet.
Die Staubblätter stehen in zwei Kreisen aus je drei Stück. Sie sind kurz, besitzen abgeflachte Staubfäden und nach außen gewendete, sich durch Schlitze öffnende Staubbeutel. Der Pollen wird in beständigen Tetraden abgegeben. Der innere Kreis der Staubblätter, manchmal auch beide Kreise, sind zu Staminodien umgewandelt. Die drei Fruchtblätter stehen in einem einzigen Kreis und sind an der Basis miteinander verwachsen, stehen aber ansonsten frei. Der Fruchtknoten verjüngt sich in einen kurzen Griffel mit einer herablaufenden Narbe. In jedem Fruchtknoten befinden sich vier bis acht Samenanlagen, die anatrop angeordnet sind.

### Früchte und Samen
Die Früchte sind balgfruchtartig aufgebaut und geschnäbelt. Sie enthalten kleine Samen mit reichlich öligem Endosperm und einem sehr kleinen, zwei Keimblätter tragenden Embryo. Die Samenschale besteht nur aus einer etwas verdickten Innenwand, die übrige Zellstruktur ist zurückgebildet.

### Sonstige Merkmale
Die Chromosomenzahl ist 2n = 40, es wird vermutet, dass der Chromosomensatz tetraploid ist. Phytochemische Merkmale sind kaum bekannt, einzig geringe Mengen an Kaempferol wurden nachgewiesen.

## Vorkommen und Standorte

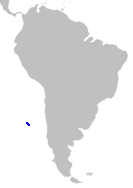
Lage der Juan-Fernández-Inseln, Verbreitungsgebiet der Art

Die Art kommt endemisch auf der zu den Juan-Fernández-Inseln gehörenden Insel Robinson Crusoe vor. Sie wächst dort in Wäldern des Bergvorlandes in Höhenlagen zwischen 400 und 600 m.
Meist ist sie an relativ feuchten Standorten als unauffälliger Vertreter der Strauchschicht zu finden, selten trifft man sie an sonnigen Waldlichtungen. Zum Teil galt die Art bereits als ausgestorben oder nur durch weniger als 10 Exemplare überlebend, jedoch wurde der Bestand nach Expeditionen Anfang der 1990er Jahre auf etwa 1000 Exemplare geschätzt. An den meisten Standorten waren weniger als 10 Pflanzen zu finden.

## Ökologie
Bisher wurden an den Blüten von Lactoris fernandeziana keine Besucher, die als Bestäuber dienen könnten, beobachtet. Dies und das Fehlen von offensichtlichen Belohnungen für Befruchter, wie beispielsweise Nektar, lassen vermuten, dass die Bestäubung durch Wind oder Regen erfolgt. Einige frühe Autoren vermuteten, dass kleine Käfer oder Fliegen die Bestäuber sein könnten.

## Systematik
Lactoris fernandeziana wurde schon frühzeitig anhand morphologischer Merkmale in die Ordnung der Pfefferartigen eingeordnet. Molekularbiologische Untersuchungen platzieren die Art innerhalb der Ordnung nahe der Familie der Osterluzeigewächse (Aristolochiaceae). Ob die Art jedoch innerhalb dieser Familie zu platzieren ist, oder sich eigenständig entwickelt hat, konnte bisher nicht genau geklärt werden. Die Angiosperm Phylogeny Group erkennt daher in der Systematik der Bedecktsamer nach APG II von 2003 die Familie Lactoridaceae vorübergehend an. Dem widersprechend führt Peter Stevens auf seiner – auf dem System nach APG II aufbauenden – Webseite die Art als Teil der Osterluzeigewächse. Die 2008 erschienene 36. Auflage des Strasburgers führt die Art jedoch wieder als eigenständige Familie.
Eine molekularbiologische Untersuchung, die 105 Taxa aus der Ordnung der Pfefferartigen (Piperales) umfasste, stellte Lactoris fernandeziana als Schwesterklade der Unterfamilie Aristolochioideae gegenüber. Die Beziehungen zur zweiten Unterfamilie der Osterluzeigewächse – den Asaroideae – konnten jedoch nicht geklärt werden. Je nach verwendeter Methode wurde eine andere Hypothese über die kladistischen Zusammenhänge aufgestellt:
Die erste, auf der Methode der Parsimonie beruhende Hypothese gliedert Lactoris fernandeziana in die Osterluzeigewächse ein, die Eidechsenschwanzgewächse (Saururaceae) und die Pfeffergewächse (Piperaceae) bilden wiederum eine Schwesterklade dazu:
|  | Saururaceae |
|  |             |
|  | Piperaceae  |
|  |             |

|  | Aristolochioideae                        |
|  |                                          |
|  | \| \| Lactoris fernandeziana \| \| \| \| |
|  |                                          |
|  | Lactoris fernandeziana                   |
|  |                                          |

|  | Lactoris fernandeziana |
|  |                        |

|  | Aristolochioideae                        |
|  |                                          |
|  | \| \| Lactoris fernandeziana \| \| \| \| |
|  |                                          |
|  | Lactoris fernandeziana                   |
|  |                                          |

|  | Lactoris fernandeziana |
|  |                        |

|  | Saururaceae |
|  |             |
|  | Piperaceae  |
|  |             |

|  | Aristolochioideae                        |
|  |                                          |
|  | \| \| Lactoris fernandeziana \| \| \| \| |
|  |                                          |
|  | Lactoris fernandeziana                   |
|  |                                          |

|  | Lactoris fernandeziana |
|  |                        |

|  | Aristolochioideae                        |
|  |                                          |
|  | \| \| Lactoris fernandeziana \| \| \| \| |
|  |                                          |
|  | Lactoris fernandeziana                   |
|  |                                          |

|  | Lactoris fernandeziana |
|  |                        |

Kladogramm nach 
Untersuchungen nach der Bayesschen und der Maximum-Likelihood-Methode stellen jedoch die Asaroideae den Saururaceae und den Piperaceae gegenüber, wodurch die Osterluzeigewächse auch ohne Eingliederung von Lactoris fernandeziana paraphyletisch werden würden:
|  | Lactoris fernandeziana |
|  |                        |
|  | Aristolochioideae      |
|  |                        |

|  | Piperaceae                    |
|  |                               |
|  | \| \| Saururaceae \| \| \| \| |
|  |                               |
|  | Saururaceae                   |
|  |                               |

|  | Saururaceae |
|  |             |

|  | Piperaceae                    |
|  |                               |
|  | \| \| Saururaceae \| \| \| \| |
|  |                               |
|  | Saururaceae                   |
|  |                               |

|  | Saururaceae |
|  |             |

|  | Lactoris fernandeziana |
|  |                        |
|  | Aristolochioideae      |
|  |                        |

|  | Piperaceae                    |
|  |                               |
|  | \| \| Saururaceae \| \| \| \| |
|  |                               |
|  | Saururaceae                   |
|  |                               |

|  | Saururaceae |
|  |             |

|  | Piperaceae                    |
|  |                               |
|  | \| \| Saururaceae \| \| \| \| |
|  |                               |
|  | Saururaceae                   |
|  |                               |

|  | Saururaceae |
|  |             |

Kladogramm nach 

## Entwicklungsgeschichte
Fossile Pollenkörner, die den Lactoridaceae zugeordnet werden können, sind aus Südafrika, Kanada, den USA, Australien, Indien, der Antarktis, sowie aus Argentinien bekannt. Dabei stammen die ältesten aus der Kreidezeit Südafrikas und werden auf ein Alter von 93 bis 76 Millionen Jahren datiert. Die jüngsten Funde stammen aus dem frühen Miozän Argentiniens und sind damit auch die dem heutigen Verbreitungsgebiet nächsten Funde.
Da die Juan-Fernández-Inseln vulkanischen Ursprungs und nur etwa 4 Millionen Jahre alt sind und auch nie mit anderen Landmassen verbunden waren, geht man davon aus, dass die Art ein Überrest einer alten Abstammungslinie ist, die in den letzten 4 Millionen Jahren auf die Insel gekommen, jedoch danach auf der restlichen Welt ausgestorben ist. Es wird angenommen, dass sich die Lactoridaceae in Südafrika entwickelt haben und sich noch während der Kreidezeit von dort aus nach Amerika, Indien, die Antarktis und Südamerika verbreitet haben. Zum genauen Verbreitungsweg bis nach Südamerika gibt es mehrere Theorien, möglicherweise gab es auch mehrere Wege zu unterschiedlichen Zeiten.

## Botanische Geschichte
Die Gattung Lactoris wurde 1865 von Rudolph Amandus Philippi mit der einzigen Art Lactoris fernandeziana erstbeschrieben. Philippi selbst fand ein einziges Exemplar bei einer nur vier Tage dauernden Expedition auf die Juan-Fernández-Inseln im November 1864. Der Name der Gattung leitet sich von einem alten lateinischen Namen einer Pflanze ab, deren genaue Identität nicht bekannt ist. Das Artepitheton leitet sich vom Namen der Inselgruppe ab, auf denen die Pflanze gefunden wurde. Als entsprechend den Regeln des ICBN gültige Erstpublikation wurde lange Zeit die Veröffentlichung Philippis in den Heften zu den „Verhandlungen der Zoologisch-Botanischen Gesellschaft in Wien“ angesehen. Eine spanischsprachige Beschreibung in den „Anales de la Universidad de Chile“ wurde jedoch wahrscheinlich schon Anfang Juni 1865 veröffentlicht, die deutschsprachige jedoch kann nicht vor August desselben Jahres erschienen sein. Somit gilt die spanischsprachige Veröffentlichung als gültige Erstbeschreibung der Art.
Die Stellung der Art in Bezug auf andere Familien wurde von unterschiedlichen Autoren oftmals anders interpretiert: Philippi selbst ordnete die Art in die Magnoliengewächse (Magnoliaceae) ein, erwähnt aber, dass sie möglicherweise eine eigene Familie darstellt. Anhand der von Philippi verfassten Beschreibung in den „Verhandlungen der Zoologisch-Botanischen Gesellschaft in Wien“ platziert Eduard Fenzl in einer Anmerkung zu dieser Veröffentlichung die Art jedoch näher zu den Rosenapfelgewächsen (Dilleniaceae); in den „Genera plantarum“ von George Bentham und Joseph Dalton Hooker wird sie in die Tribus Saurureae (entspricht der heutigen Familie der Eidechsenschwanzgewächse (Saururaceae)) der Pfeffergewächse (Piperaceae) eingeordnet. Dem Vorschlag Philippis, die Art in eine monotypische Familie zu platzieren, folgt erst 1887 Adolf Engler durch die Beschreibung der Familie der Lactoridaceae; auch er sieht wie Philippi die Familie nahe den Magnoliengewächsen (Magnoliaceae).
Einige Systematiker führten Ende des 20. Jahrhunderts die Art auch mit dem Status einer monotypischen Ordnung Lactoridales (Systematik nach Rolf und Gertrud Dahlgren) oder sogar einer Überordnung Lactoridanae (Systematik nach Armen Tachtadschjan), jedoch scheint die Eingliederung in die Ordnung der Pfefferartigen (Piperales) als gesichert.

## Belege